# Carla Liliana Martini

La famiglia Martini, foto del 1930. Teresa, 11 anni, alla sinistra vestita di bianco, Lidia, 9 anni, al centro, sempre vestita di bianco, Liliana, 4 anni, in braccio al papà.

Carla Maria Liliana Martini (Boara Polesine, 7 agosto 1926 – 25 settembre 2017) è stata una partigiana italiana, reduce dei campi di concentramento nazisti.

## Biografia

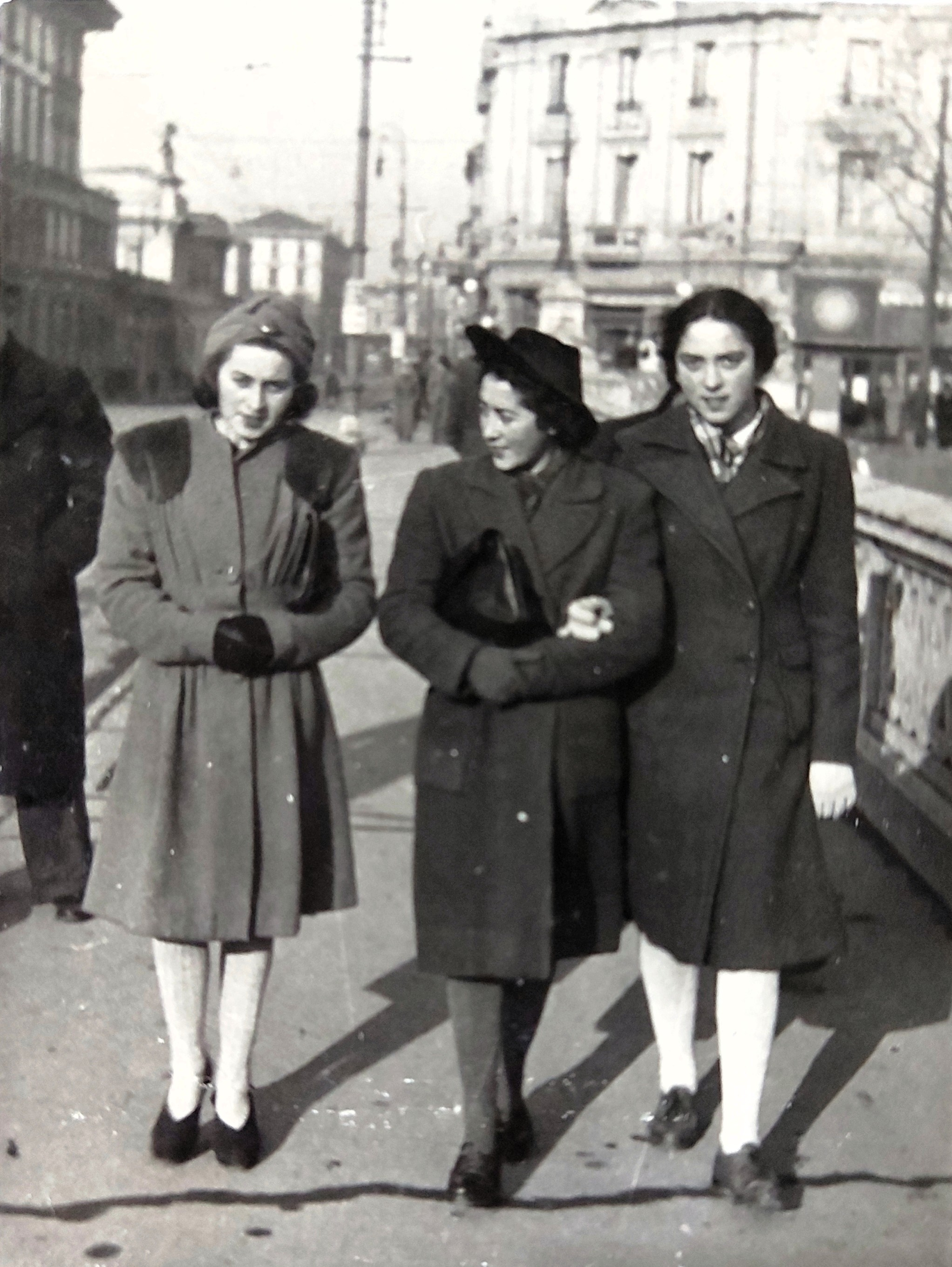
Foto delle sorelle Lidia, Teresa e Liliana Martini, scattata a Padova, ponte di Corso del Popolo, nel 1942

Nacque e trascorse i primi anni a Rovigo, successivamente si trasferì a Padova con la famiglia, in una grande casa in via Galileo Galilei, nel centro storico della città. Frequentava il Liceo Ginnasio Tito Livio a Padova quando, insieme alle sorelle Teresa, Lidia e Renata, iniziò a collaborare con l'organizzazione di Armando Romani (ex ufficiale pilota) e padre Placido Cortese (frate francescano conventuale). Dopo l'Armistizio dell'8 settembre 1943 e l'occupazione tedesca, a Padova e nei suoi dintorni si trovavano molti prigionieri di guerra Alleati, oltre che militari italiani renitenti alla leva, sbandati e bisognosi di assistenza, in costante pericolo di essere rastrellati dagli occupanti tedeschi o dalle autorità della RSI. Padre Cortese era in contatto con il Comitato di Liberazione Nazionale di Milano, in particolare con Ezio Franceschini, latinista, che costituì la rete "FRAMA" unitamente a Concetto Marchesi, futuro Rettore dell’Università degli Studi di Padova. L'associazione aiutò più di 300 persone a fuggire nella Svizzera neutrale.
Liliana, insieme alle sorelle Lidia, Renata e Teresa, si recava spesso in bicicletta a Saonara, ove prigionieri alleati costretti, dal 1940 al 1943, a lavorare ai vivai Sgaravatti si erano nascosti nei fossi o presso le case di contadini locali dopo l'Armistizio. Durante uno di questi viaggi, fu scoperta da quattro SS naziste che si erano spacciate per un gruppo di ex prigionieri alleati da recuperare e portare in salvo. L'11 marzo del 1944 avvenne la retata presso la casa di famiglia in via Galilei. Assieme a lei furono arrestate la sorella Teresa Martini, oltre alle sorelle Maria e Delfina Borgato; entrambe le sorelle Martini furono condotte dapprima nel carcere di Venezia, ove trascorsero quattro mesi. Liliana, la più giovane e fisicamente in forza delle due, fu più volte sottoposta a percosse da parte dei carcerieri. Nel luglio del 1944 vennero entrambe trasferite nel campo di concentramento di Mauthausen, ove le venne assegnato il numero 18974. Estremamente significative le parole con cui Liliana ricorderà il momento dell'ingresso nel campo: «Una vista agghiacciante, da togliere il respiro. Un triste convoglio, lo scricchiolio di tanti piedi, la puzza di carne bruciata, il portone enorme con la scritta “Arbeit macht frei”, le due muraglie con i fili ad alta tensione, le canne delle mitragliatrici tra le torrette». Qui Liliana compì i 18 anni, e fece, insieme alla sorella Teresa, il proprio ingresso anche nelle camere a gas, venendo fatte uscire a seguito di un bombardamento alleato che aveva distrutto alcune fabbriche di armamenti e reso necessaria nuova manodopera. In un secondo momento le due sorelle furono trasferite nei campo di lavoro obbligatorio di Linz, e nel “sottocampo” di lavoro Wohnlager Erika di Grein an der Donau, dove Liliana lavorava per ben 12 ore al giorno al tornio ad acqua in un'officina per la costruzione di pezzi d'aereo.  Di tali esperienze testimoniò di aver provato «tanta rabbia, uno smisurato senso di ribellione ma l’odio no, quello non l’ho mai provato».

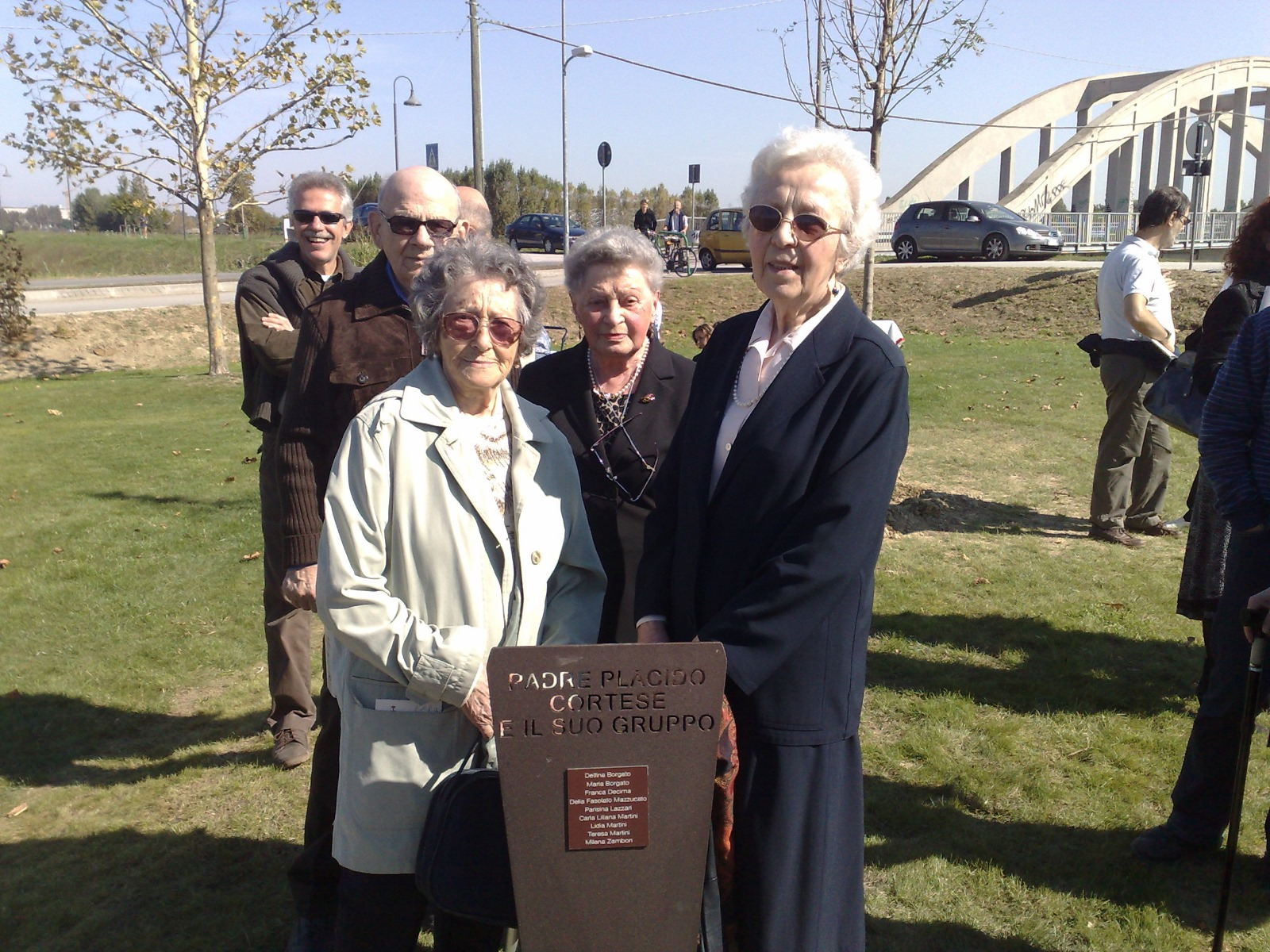
Carla Liliana, Lidia e Teresa Martini all'inaugurazione del Giardino dei Giusti a Padova, 2008

Rientrò a Padova nel giugno del 1945. Le frequenti percosse subite e gli stenti la faranno reintrare a casa con la tubercolosi ossea, per cui dovette trascorrere due anni nel sanatorio di Mezzaselva. Successivamente, riuscì a riprednere gli studi, ottenere la maturità classica e si trasferì a Zanè col marito Carlo De Muri, dove insegnò a lungo e dove le è stata recentemente dedicata una scuola primaria. Le fu riconosciuta la qualifica di “partigiana combattente” nella Brigata Pierobon.

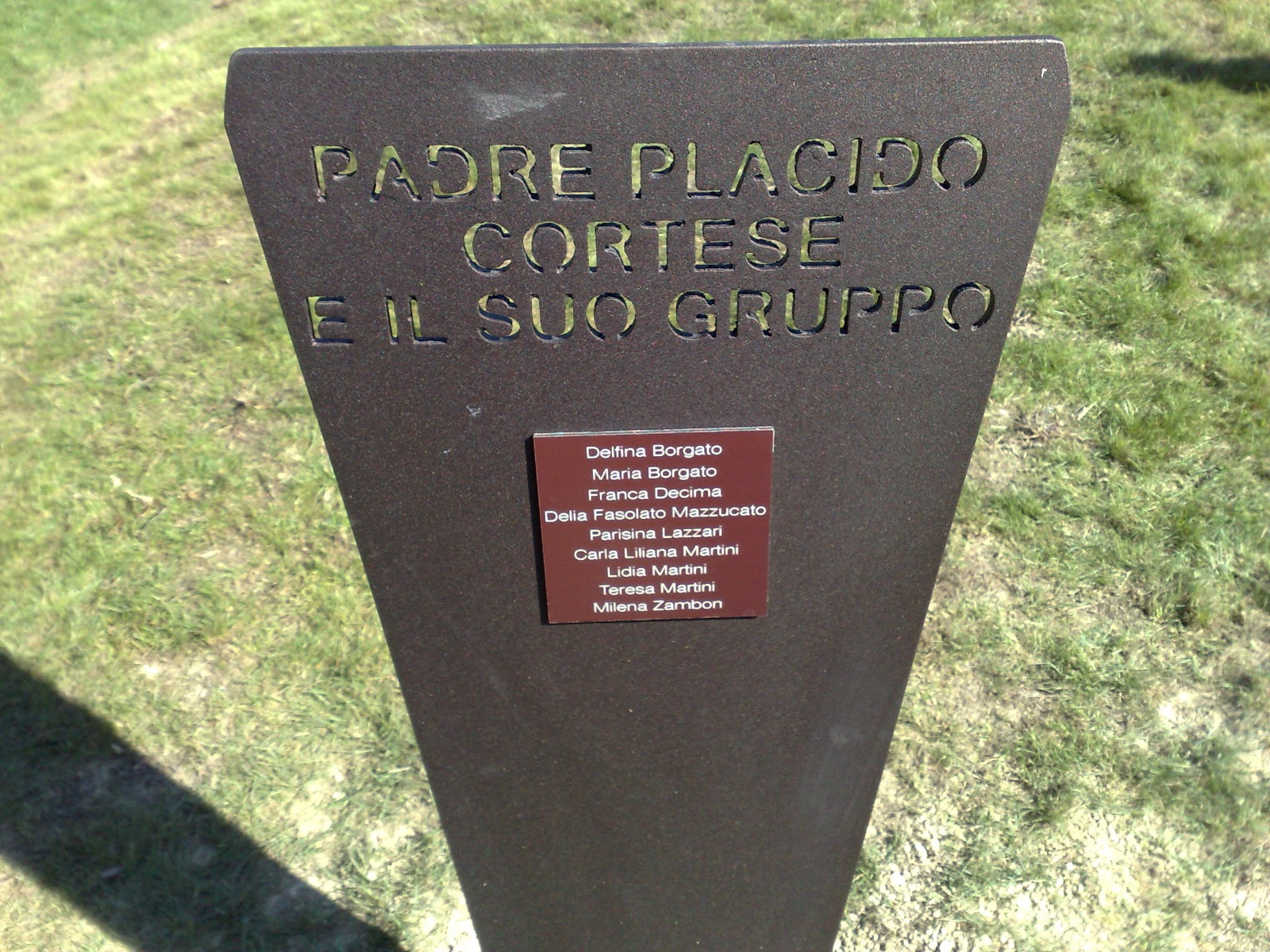
Targa dedicata a Padre Placido Cortese e alle componenti della Catena di Salvezza, tra cui le sorelle Martini.

Dal 1994, dopo mezzo secolo di silenzio, partecipò a incontri, specialmente con giovani studenti, per raccontare la sua storia e le terribili situazioni di cui fu testimone, esprimendosi con queste parole: "Ora sento il dovere di testimoniare specialmente nelle scuole: i ragazzi rispondono bene, se li sappiamo coinvolgere. Mi sono accorta che hanno fame di sapere, e noi, finché siamo vive, abbiamo il dovere di illuminarli e far conoscere la storia recente nelle sue pieghe molteplici". Nel 2005 ha contribuito alla redazione del libro "Catena di salvezza", per lasciare una testimonianza scritte di queste tragiche vicende.
Il 5 ottobre 2008 è stato inaugurato nella città di Padova un "Giardino dei Giusti del Mondo", all’interno del quale una Targa ricorda "Padre Placido Cortese e il suo Gruppo", tra cui le sorelle Martini.
È morta a Zanè il 25 settembre del 2017.

## Riconoscimenti
- - Nel 1975, in riconoscimento alle attività partigiane svolte, le fu conferita la Croce al Merito di guerra.